# Lasiochlora lunigera
Lasiochlora lunigera är en fjärilsart som beskrevs av Felder 1875. Lasiochlora lunigera ingår i släktet Lasiochlora och familjen mätare. Inga underarter finns listade i Catalogue of Life.